# Alyssa Miller
Alyssa Elaine Miller (née le 4 juillet 1989) est une mannequin américaine. Elle a défilé pour de nombreuses entreprises. Elle a figuré en couverture pour Vogue (Allemagne) et Elle (Italie), a travaillé en tant que mannequin vedette / porte-parole de Guess.

## Biographie

### Jeunesse
Alyssa Miller est née à Los Angeles, en Californie. Elle a plusieurs frères et sœurs. Elle est d'origine allemande, autrichienne, britannique, irlandaise, écossaise et galloise. Elle a grandi à Palmdale, dans le comté de Los Angeles.

## Description
Alyssa Miller est connue pour ses cheveux brun foncé, ses sourcils pleins et sa structure osseuse. Elle est considérée comme ayant un look très européen,. Le fondateur de Guess, Paul Marciano (en), a déclaré : « Alyssa est la fille américaine la plus européenne que j'ai jamais vue ! ». Quand elle a fait sa percée avec Guess, elle a été comparée à Sophia Loren et Brooke Shields et a été considérée comme une sorte de retour en arrière,.

### Carrière
En 2003, son père a envoyé des photos d'essai à un bureau de Los Angeles d'IMG Models. En 2005, elle était un mannequin prometteur avec l'agence Marilyn NY. Elle a fait une campagne d'automne 2005 pour Stella McCartney à l'âge de 16 ans. En février 2006, elle avait figuré dans chacune des principales éditions de Vogue, dont la couverture d'un supplément de Vogue Italia,. Après des apparitions en couverture du Vogue allemand d'octobre 2006 et du Elle italien de juillet 2010 (elle est également apparue plus tard sur la couverture d'octobre 2012), elle est devenue l'un des nouveaux visages des vêtements Guess fin 2010. Elle a travaillé pour Victoria's Secret[réf. nécessaire]. D'autres travaux publicitaires ont inclus[Quoi ?] Bebe Stores (en), Billabong, Chopard, Diesel, Elie Tahari (en), Intimissimi, Juicy Couture, La Perla et Laura Biagiotti.
Alyssa Miller a signé avec Elite Model Management en 2011. Elle a fait ses débuts dans Sports Illustrated Swimsuit Issue en 2011 alors qu'elle était l'une des cinq recrues (avec Shannan Click (en), Kenza Fourati, Izabel Goulart et sa collègue modèle Guess Kate Upton) dans le numéro. Selon un article de The Wall Street Journal, elle avait précédemment pensé que si jamais elle apparaissait dans Sports Illustrated, ce serait pour le football, car compte tenu de ses antécédents sportifs, elle s'était imaginée comme une joueuse de football professionnelle. Elle est également apparue dans le reportage sur la peinture corporelle dans le numéro de Swimsuit Issue de 2011 où Joanne Gair (en) l'a peinte et Stewart Shining (en) l'a photographiée à New York. 2013 était son troisième numéro de Swimsuit Issue. En 2011 et 2013, elle a participé à l'édition annuelle de maillots de bain de Sports Illustrated du Top 10[Quoi ?] de David Letterman au Late Show with David Letterman le soir de l'annonce du modèle de couverture de Swimsuit Issue (en),.
En 2012, elle devient l'égérie du parfum Blumarine Bellissima. Alyssa Miller est une ancienne victime de brimades et elle est devenue une défenseuse contre contre l'intimidation et la cyberintimidation le 1er mai 2013, aux côtés du champion du Super Bowl XLVII Jameel McClain (en), en devenant ambassadrice mondiale de STOMP Out Bullying. En 2013, elle a signé avec IMG peu après une première apparition publique avec Jake Gyllenhaal,. Elle a été présentée dans le numéro du 80e anniversaire d’Esquire comme l'une des 80 références qui définissent notre époque. En décembre 2013, elle est apparue sur la couverture et dans le Calendar Girl Issue 2014 du magazine de mode Galore. Ses images ont été complétées par l'œuvre de Claw Money (en) qui a apposé ses pattes de dessin animé graphique sur des photographies en noir et blanc et en couleur d'elle comme si elles la tenaient[pas clair] pendant qu'elle était mannequin.
En juillet 2014, Alyssa Miller, en collaboration avec Robyn Berkley (en), a lancé une collection de vêtements de méditation pour la ligne de Berkley, Live the Process[pas clair], avec un pourcentage des ventes à la Fondation David-Lynch,. Elle a fait une apparition dans le film Entourage de 2015. En août 2017, elle a conçu une collaboration[Quoi ?] avec Understated Leather. En avril 2018, elle a lancé sa propre ligne de sacs à main, de bagages et d'accessoires de voyage en cuir appelée Pilgrim.

### Vie privée
Le régime de remise en forme d'Alyssa Miller comprend le ballet et la course à pied ; elle pratique la méditation transcendantale,. Elle a suivi des cours de théâtre et d'improvisation. 
Elle est brièvement sortie avec l'acteur Jake Gyllenhaal en 2013.
Alyssa Miller a épousé le musicien Cam Avery (en) en avril 2018. Le 29 novembre 2018, Alyssa Miller a confirmé via son compte Instagram qu'elle et Avery s'étaient séparés[source secondaire souhaitée]. 
De fin 2021 à début 2022, elle a eu une relation amoureuse avec Andrew Garfield.